# ZNF451
ZNF451‏ (Zinc finger protein 451) هوَ بروتين يُشَفر بواسطة جين ZNF451 في الإنسان.